# Helius (Helius) melanophallus
Helius (Helius) melanophallus is een tweevleugelige uit de familie steltmuggen (Limoniidae). De soort komt voor in het Neotropisch gebied.